# Кубок домашних наций 1884
Кубок домашних наций 1884 (англ. 1884 Home Nations Championship — Чемпионат домашних наций 1884) — второй в истории регби Кубок домашних наций, прародитель современного регбийного Кубка шести наций. Победителем турнира стала сборная Англии, она же во второй раз завоевала Тройную корону (хотя в то время этот термин не использовался).
Кубок ознаменовался первым грандиозным скандалом: в матче между Англией и Шотландией победная попытка англичан оспаривалась шотландцами, и те даже требовали аннулировать результаты матча. Произошедшее стало поводом для юридического утверждения единых правил регби, и в 1886 году был образован Международный совет регби — руководящая организация в регби-15 и регби-7.

## Итоги турнира
| Место | Сборная   | Игры     | Игры   | Игры  | Игры      | Очки в матчах** | Очки в матчах** | Очки в матчах** | Очки в турнире |
| Место | Сборная   | Сыграно* | Победы | Ничьи | Проигрыши | Забито          | Пропущено       | Разница         | Очки в турнире |
| ----- | --------- | -------- | ------ | ----- | --------- | --------------- | --------------- | --------------- | -------------- |
| 1     | Англия    | 3        | 3      | 0     | 0         | 3               | 1               | +2              | 6              |
| 2     | Шотландия | 3        | 2      | 0     | 1         | 3               | 1               | +2              | 4              |
| 3     | Уэльс     | 3        | 1      | 0     | 2         | 2               | 2               | 0               | 2              |
| 4     | Ирландия  | 3        | 0      | 0     | 3         | 0               | 4               | −4              | 0              |

*По регламенту турнира в матче начислялось очко только за забитый гол, а подсчёт попыток вёлся в том случае, только если матч заканчивался вничью.

## Сыгранные матчи
- 5 января 1884, Лидс: Англия 1:1 (2:1 по попыткам) Уэльс
- 12 января 1884, Ньюпорт: Уэльс 0:1 Шотландия
- 4 февраля 1884, Дублин: Ирландия 0:1 Англия
- 16 февраля 1884, Эдинбург: Шотландия 2:0 Ирландия
- 1 марта 1884, Лондон: Англия 1:0 Шотландия
- 12 апреля 1884: Уэльс 1:0 Ирландия